# Kabūdarāhang (kommunhuvudort i Iran)
Kabūdarāhang (persiska: كبودرآهنگ, كَبُّدرَهَنگ, كَبود راهَنگ, كَبوتَراهَنگ) är en kommunhuvudort i Iran.   Den ligger i provinsen Hamadan, i den nordvästra delen av landet, 250 km väster om huvudstaden Teheran. Kabūdarāhang ligger 1 671 meter över havet och antalet invånare är 19 216.
Terrängen runt Kabūdarāhang är en högslätt.Runt Kabūdarāhang är det ganska tätbefolkat, med 52 invånare per kvadratkilometer. Kabūdarāhang är det största samhället i trakten. Trakten runt Kabūdarāhang består i huvudsak av gräsmarker.